# Enalcyonium alcyonii
Enalcyonium alcyonii is een eenoogkreeftjessoort uit de familie van de Lamippidae. De wetenschappelijke naam van de soort is voor het eerst geldig gepubliceerd in 1882 door Joliet.